# Реймонд, Бенджамин Райт
Бе́нджамин Райт Ре́ймонд (англ. Benjamin Wright Raymond; 15 июня 1801 года — 6 апреля 1883 года) — американский политик, дважды мэр Чикаго (в 1839—1840 и 1842—1843 годах) от Партии вигов.
Во времена своего правления пообещал увеличить и обустроить Стейт-стрит. Также сохранил некоторую часть форта Диборн, разрушенного в 1837 году. Сейчас это место входит в исторический округ Мичиган - Уокер и включено в Национальный реестр исторических мест.
В 1864 году по просьбе Дж. Адамса из Waltham Watch Company Раймонд согласился дать денег на открытие завода для часовой компании на Среднем Западе. Строительство завода началось в Элджине на площаде более 140 000 м² и было завершено в 1866 году. Заводом стала управлять компания Elgin National Watch Company. первая модель часов в честь Бенджамина Реймонда была названа B.W. Raymond.
Похоронен на кладбище «Грейсленд» в Чикаго.